# Duidelijketaalprijs
De Duidelijketaalprijs is een prijs die sinds 2009 wordt toegekend aan een persoon die uitblinkt in taalvaardigheid binnen zijn of haar vakgebied.
De categorie wordt door het publiek bepaald. Daarna doet het Taalcentrum-VU onderzoek.
De prijs bestaat uit een oorkonde en een originele cartoon van Bas van der Schot.

## Winnaars
| Jaar | Winnaar             | Categorie                                                           |
| 2018 | Jan van Zanen       | Burgemeesters van de 25 grootste gemeenten van Nederland            |
| 2017 | Fidan Ekiz          | Columnisten die regelmatig in de media verschijnen                  |
| 2016 | Bas Haring          | Wetenschappers                                                      |
| 2015 | Marco Verhoef       | De taalvaardigste weerman- en vrouw                                 |
| 2014 | Michel Mulder       | taalvaardigste Nederlandse schaatser op de Olympische Winterspelen. |
| 2013 | Jeroen Dijsselbloem | Engels van BN'ers.                                                  |
| 2012 | Wim Anker           | Strafpleiters                                                       |
| 2011 | Anita Witzier       | Tv-presentatrices bij publieke en commerciële omroepen              |
| 2010 | Mark van Bommel     | Duidelijkst sprekende speler van het Nederlands elftal              |
| 2009 | Alexander Pechtold  | Politici                                                            |